# セ・パ交流戦
セ・パ交流戦（セ・パこうりゅうせん , Inter League）は、日本野球機構（NPB）のセントラル・リーグ（セ・リーグ）とパシフィック・リーグ（パ・リーグ）とのプロ野球間で行われるインターリーグである。単に「交流戦」とも呼ばれる。

## 概要
日本では、かねてからパ・リーグ側が交流戦の実施を提案し続けながらも、多額のテレビ放映権収入を見込めていた巨人戦の試合数が減少するとしてセ・リーグがそれを拒否するという状況が続いていた。交流試合の開催に際してのメリットを探るためという名目で1999年と2000年のオープン戦の一部を「プロ野球サントリーカップ」として開催した。試合方式としてはセ・パそれぞれ互いのリーグに属しているチームと1回ずつの総当りで対戦を行い、各年度の6試合の勝率（引き分けは0.5勝0.5敗として計算）で順位を決定するというもので、上位チームや個人賞獲得者には冠スポンサーのサントリーから賞金および賞品が贈呈される体裁だったが、2年間で終了している。
その後、2004年のプロ野球再編問題をきっかけにセ・リーグの一部球団が歩み寄りを見せ、同年9月10日の選手会と球団経営者側との交渉による暫定合意によって交流試合の開催が決定した。その後、9月27日の実行委員会と9月29日のオーナー会議で翌2005年からホーム・アンド・アウェー各3試合ずつの6回総当り（12チームで実施の場合は1チーム36試合）で開催されることとなった。2005年は日本生命保険が特別協賛スポンサーとなり、「2005年 日本生命セ・パ交流戦」（Nissay Inter League）の名称で5月6日から6月18日にかけて開催され、翌2006年以降も日本生命が協賛を継続している。
交流戦の勝敗、個人成績はそれぞれの参加リーグの公式戦成績に反映され、ペナントレースの年間総合成績（2005年と2006年はセ・リーグ146試合、パ・リーグ136試合、2007年から2014年までは両リーグとも144試合、2015年からは両リーグとも143試合）に含まれる。また、メジャーリーグのインターリーグとは異なり、各リーグの全ての球団同士が対戦し、交流戦での成績に限っての優勝チームを全12球団の成績で決定していた。
交流戦期間中の各球団の順位は下記順位決定方法に基づく。なお、交流戦の順位自体は、レギュラーシーズンの最終成績に直接影響するものではないが、交流戦の成績が下位であったチームの方がレギュラーシーズンの上位球団と扱われる場合がある。
2007年からはセ・リーグでもプレーオフを導入する予定であったため、両リーグ間で試合数の調整が図られた結果、両リーグともにリーグ戦を120試合とし、1シーズン144試合制、かつ両リーグの上位球団による合同プレーオフ（クライマックスシリーズ）が実施されることになり、交流戦は24試合（ホームとビジターを2回ずつ）に削減された。予告先発制度は2012年に初めて導入された。
2015年からは交流戦の試合数が対戦カードごとにどちらか一方のホームスタジアムでの3回戦総当たりの18試合（対戦カードごとにホームとビジターを2年単位で入れ替え）となり、これまでの12チーム総当たり対抗戦という図式から、リーグ対抗戦の図式に重きを変えた。
開始当初からリーグ対抗戦として取り上げられることが多かったが、実態はそれとは裏腹に交流戦期間内は同一リーグ内での「一人勝ち・一人負け」が起こりやすく（また、全チームが勝利・敗戦だったためにゲーム差に全く変動がないこともある）、勢いをつけて一気にリーグ戦の順位を上昇させるチーム、逆に一気に下降線をたどるチームがあるなど、交流戦の結果はその後のペナントレースの順位も左右することが多いため、極めて重要視されている。
また、交流戦のみの限定ユニフォームなどを各チームが用意する例もある。これは、開始初年度の2005年に阪神タイガースが旧デザインのユニフォームを着用したことがきっかけである。 阪神はこの年球団創設70周年を迎えており、それを記念して交流戦の期間中に1979年～1981年版のホーム用ユニフォームを復刻して使用することを決めた。メジャーリーグでは「オールド・タイマーズ・デー」「ターン・クロック・デー」などと題して、旧デザインのユニフォームを復刻することは多いが、日本では初めての試みとなった。阪神の復刻ユニフォームが非常に好評であったことから、交流戦を中心にオリジナルデザインや復刻ユニフォームで試合を行うチームが増えていった。
2020年は新型コロナウイルス感染症流行の影響によりレギュラーシーズン自体の開幕ができない状態が続き、5月中の開幕を断念することとなったため、2005年の実施以降初めて交流戦が中止となった。

## 統一ルール
- 予告先発制度を採用する（2012年度より）。
  - 2011年までは、セ・パ主催試合問わず全試合で採用しない[注 6]。
- パ・リーグだけで採用されている指名打者は、パ・リーグ球団の主催試合のみで採用する。
  - 2014年に限り逆転し、セ・リーグ球団の主催試合のみで採用する。
  - 2023年からの大谷ルールも採用される。
- 延長戦は他の公式戦同様に最大12回までとし、決着しない場合は引き分け。再試合も実施しない。
  - ただし、2011年と2012年は、2011年3月11日に発生した東日本大震災の影響で節電および省エネが全国規模で図られることとなったため、試合開始から3時間30分（雨天等による中断時間も含む）経過後は次イニングの攻撃には入らない（なお、9回を満たしていない場合のコールドゲームは天災発生時を除き認められないため、それらがない限り、経過時間に関わらず9回までは試合を続ける）こととされた。
  - 2021年は新型コロナ感染拡大予防のため延長戦は行わず9回で試合終了になることとされた。
- 危険球、15秒ルールも採用する。
- ベンチ登録はコーチが監督を含めて8人、選手25人。その他マネジャー、トレーナー、スコアラー、広報が各1人ずつ。通訳も原則は1チーム1名だが2か国語以上の通訳を要する場合は2名とすることが認められる。
  - 2021年に限り、新型コロナ特例に基づき、ベンチ入り選手は26人までに拡大された。
- ユニフォームのスポンサー広告は、セ・リーグに準じてホーム用のみとする。
- パ・リーグでのみ2011年まで採用されていたサスペンデッドゲームは、交流戦では全試合で採用しない（ただし、2011年以前も実施されなかった）。

### 表彰
交流戦優勝球団
日本生命保険相互会社から賞金3,000万円（2013年以前は5,000万円）
日本生命セ・パ交流戦MVP
全12チームから1名を選出。日本生命保険相互会社から賞金200万円
日本生命賞（優秀選手賞）
セ・パ両リーグから1名ずつ2名を選出。日本生命保険相互会社から賞金100万円
なお、2007年までは、交流戦優勝チームと最優秀選手が複数出たときには均等割りとしていた。

#### 2015年から2018年まで
2015年度から2018年度までは交流戦期間中の全試合での通算勝利数で勝ち越したリーグに参加するチームに対し、リーグ間の交流戦順位に応じて賞金を支給する。
1. 1,000万円
2. 500万円
3. 400万円
4. 300万円
5. 200万円
6. 100万円

またこれとは別枠で、12チームの中での最高勝率チーム（2014年まで「セ・パ交流戦優勝チーム」として表彰）についても、500万円を贈る。
個人賞については、「交流戦MVP」は勝ち越したリーグの中での交流戦順位1位球団（必ずしも12球団中の最高勝率チームとは限らない）の選手から1人選び、200万円を、また全チームから、各リーグにつき1名に対し「日本生命賞」として100万円を支給する。
チーム賞の見直しについて、日本野球機構は今回から完全ホーム・アンド・アウェーでは無くなり、どちらか一方でホームゲーム3連戦（全体でホーム・ビジター9試合ずつの18試合。2年間でホーム・アンド・アウェーが完成）となることから、これまでの12チームで優勝を争う方式から「セ・パ対抗戦」の色合いを強める形式を採用した。また勝ち越しリーグは、ドラフト会議の第2巡目以後の指名「ウェーバー方式」（2巡目は勝ち越しリーグの当該年度最下位球団から、3巡目は負け越しリーグの優勝球団から、以後順序同じ）の優先権利を得る。

#### 2019年から
2019年度からはセ・パ交流戦優勝チームのみが賞金3,000万円を総取りする方式に変更する。また、日本生命MVPは、順位に関係なく全チームの中から一人に200万円を支給する。

### 交流戦の順位決定方法
交流戦全試合終了時の勝率第1位チームを「交流戦優勝球団」（2014年度までは「セ・パ交流戦優勝チーム」2018年度までは「最高勝率チーム」）として表彰する。2007年以降は、複数のチームが同勝率で並んだ場合、次の条件で上位チームを決定する。
2007年から2010年まで
1. 前年度交流戦の順位（これも並んだ場合は、同順位とする）

2011年以降
1. 勝利数
2. 当該チーム間の当年度交流戦の直接対決成績（3チーム以上が並んだ場合や、同一リーグ2チームが並んだ場合は省略）
3. TQB（得失点率） - 得点を攻撃イニング数で除した値（1イニングあたりの平均得点）から、失点を守備イニング数で除した値（1イニングあたりの平均失点）を引いたもの。
4. ER-TQB（自責点得失点率） - TQBの「得点」を「対戦球団の自責点による得点」に、「失点」を「自責点」に置き換えて計算したもの。
5. チーム打率
6. 前年度交流戦の順位

（例）同勝率で並んでいる異なるリーグのA球団とB球団がある場合
甲リーグのA球団と乙リーグのB球団が11勝7敗で並び、A球団とB球団の直接対決でA球団が1勝、B球団が2勝、TQBがA球団が0.140、B球団が0.135だった場合、2球団で同勝率の場合は直接対決で勝ち越しているB球団が上位、3球団以上で同勝率の場合はTQBで上回るA球団が上位となる。
2021/22年
新型コロナウイルス感染症の影響等を考慮し、下記項目が追加された。
1. 6月17/16日までに全日程が消化していない場合、6月17/16日終了時点の勝率第1位球団を「交流戦優勝球団」とする。
2. 「交流戦優勝球団」は、《15試合以上消化かつ勝率.500以上》を条件とする。
3. 消化が15試合に満たない球団でも、未消化試合を負け数として加算し、その勝率が1位球団を上回る場合は、その球団を「交流戦優勝球団」とする。
4. 条件を満たす球団が1球団もない場合は、全球団が未消化試合を負け数として加算し、その勝率によって「交流戦優勝球団」を決定する。
5. 6月17/16日までに全日程が消化していない場合、6月17/16日終了時点の勝率によって2位以下の順位を決定する。
6. 交流戦予備期間以降に組み込まれる試合の勝敗数は交流戦の順位決定には算入しない。

ただし、2021年については結果的には6月12日にオリックスの交流戦優勝が決まり、6月16日にマツダスタジアムで行われた広島対日本ハム戦を以って全日程を完了したため、2022年は全日程を予定通りに消化したため上記のルールが適用されることはなかった。

### 交流戦の日程

#### 2006年まで
ホーム3試合・ビジター3試合（計6試合）の全12カード（計36試合）を6週間にわたって実施。基本的に火曜日から木曜日までに1カード、金曜日から日曜日までに1カードを設定（6連戦）。中止となった試合は予め設けられた予備日（各週月曜日）または交流戦予備期間（全日程が終了した翌日からの4日間）に組み込む。移動スケジュールの都合から予備日が設定されない場合もあった。
日程パターン表
| 週    | 月曜                 | 火曜                 | 水曜                 | 木曜                 | 金曜                       | 土曜                       | 日曜                       |
| ----- | -------------------- | -------------------- | -------------------- | -------------------- | -------------------------- | -------------------------- | -------------------------- |
| 第1週 | （各リーグ間の対戦） | （各リーグ間の対戦） | （各リーグ間の対戦） | （各リーグ間の対戦） | 1カード目                  | 1カード目                  | 1カード目                  |
| 第2週 | 移動・予備日         | 2カード目            | 2カード目            | 2カード目            | 3カード目                  | 3カード目                  | 3カード目                  |
| 第3週 | 移動・予備日         | 4カード目            | 4カード目            | 4カード目            | 5カード目                  | 5カード目                  | 5カード目                  |
| 第4週 | 移動・予備日         | 6カード目            | 6カード目            | 6カード目            | 7カード目                  | 7カード目                  | 7カード目                  |
| 第5週 | 移動・予備日         | 8カード目            | 8カード目            | 8カード目            | 9カード目                  | 9カード目                  | 9カード目                  |
| 第6週 | 移動・予備日         | 10カード目           | 10カード目           | 10カード目           | 11カード目                 | 11カード目                 | 11カード目                 |
| 第7週 | 移動・予備日         | 12カード目           | 12カード目           | 12カード目           | 共通予備日 ※翌週月曜日まで | 共通予備日 ※翌週月曜日まで | 共通予備日 ※翌週月曜日まで |

#### 2007年 - 2014年
ホーム2試合・ビジター2試合（計4試合）の全12カード（計24試合）を5週間にわたって実施。2カードを同じリーグに属するチームで交互に主催し、これを3回繰り返す。
各リーグを本拠地が北にある順に3ブロックに分け（セは「巨人・ヤクルト」、「横浜(→DeNA)・中日」、「阪神・広島」。パは「日本ハム・楽天」、「西武・ロッテ」、「オリックス・ソフトバンク」）、主催する2チームの本拠地をビジターの2チームがそれぞれ移動する。例えば、「巨人・ヤクルト」と「日本ハム・楽天」がセ主催ゲームで1・2カード目に対戦するとすると、日本ハム・楽天の2チームが巨人→ヤクルト、ヤクルト→巨人のいずれかの順で戦い、7・8カード目ではパ主催ゲームとして巨人・ヤクルトの2チームが日本ハム→楽天、楽天→日本ハムのいずれかの順で戦う。2007年〜2009年、2011年、2014年はパ・リーグ主催で開幕、以後パ→セの順で開催され、最終戦はセ・リーグ主催（パターンA）。2010年、2012年〜2013年はセ・リーグ主催で開幕、以後セ→パの順で開催され、最終戦はパ・リーグ主催（パターンB。2013年についてはパターンA）。
カードごとに移動・予備日が設けられる「2勤1休」ペースが原則であるが、土曜日と日曜日を必ず試合日とするために5週のうち2週（そのうち1週は、主催リーグが入れ替わる）は金曜日・土曜日のカードと日曜日・月曜日のカードで4連戦となる。通常、1回目の4連戦はホームチームの入れ替わりが発生するため、土曜日の第2試合は移動の時間などを考慮してデーゲーム（14時以前）で、また同じ理由で、主管するリーグが入れ替わり、相手リーグ側最初の主管カードの日曜日の第1試合をナイトゲーム、あるいはデーゲームの場合は薄暮（15時以後）で開催するケースが多い。2回目の4連戦は途中でビジター側の対戦チームは変わるが、全て同じリーグ側主管の4連戦となる。2007年〜2012年は全てセ・リーグ主催の4連戦であったが、2013年に初めてパ・リーグ主催の4連戦が実施された。
中止となった試合は、予め設けられた予備日（原則第2試合の翌日または交流戦予備期間（全日程が終了した翌日からの4日間）に組み込むが、第5週は日程によって月曜・火曜、ないしは木曜・金曜のそれぞれ2日間連続で試合が組まれない場合があり、日程調整の都合上その2日間連続の非開催日に組み込むこともある。予備日は試合が組まれていない日に設定されるが、移動スケジュールの都合から設定されない場合もある。
日程パターン表（A）
| 週    | 月曜             | 火曜             | 水曜             | 木曜             | 金曜                       | 土曜                       | 日曜                       |
| ----- | ---------------- | ---------------- | ---------------- | ---------------- | -------------------------- | -------------------------- | -------------------------- |
| 第1週 | 移動・休養日     | 1カード目        | 1カード目        | 移動・予備日     | 2カード目                  | 2カード目                  | 3カード目                  |
| 第2週 | 3カード目        | 移動・予備日     | 4カード目        | 4カード目        | 移動・予備日               | 5カード目                  | 5カード目                  |
| 第3週 | 移動・予備日     | 6カード目        | 6カード目        | 移動・予備日     | 7カード目                  | 7カード目                  | 8カード目                  |
| 第4週 | 8カード目        | 移動・予備日     | 9カード目        | 9カード目        | 移動・予備日               | 10カード目                 | 10カード目                 |
| 第5週 | 移動・予備日     | 11カード目       | 11カード目       | 移動・予備日     | 移動・予備日               | 12カード目                 | 12カード目                 |
| 第6週 | 休養・共通予備日 | 休養・共通予備日 | 休養・共通予備日 | 休養・共通予備日 | （各リーグ間の対戦に戻る） | （各リーグ間の対戦に戻る） | （各リーグ間の対戦に戻る） |

日程パターン表（B）
| 週    | 月曜             | 火曜             | 水曜             | 木曜             | 金曜                       | 土曜                       | 日曜                       |
| ----- | ---------------- | ---------------- | ---------------- | ---------------- | -------------------------- | -------------------------- | -------------------------- |
| 第1週 | 移動・休養日     | 移動・休養日     | 1カード目        | 1カード目        | 移動・予備日               | 2カード目                  | 2カード目                  |
| 第2週 | 移動・予備日     | 3カード目        | 3カード目        | 移動・予備日     | 4カード目                  | 4カード目                  | 5カード目                  |
| 第3週 | 5カード目        | 移動・予備日     | 6カード目        | 6カード目        | 移動・予備日               | 7カード目                  | 7カード目                  |
| 第4週 | 移動・予備日     | 8カード目        | 8カード目        | 移動・予備日     | 9カード目                  | 9カード目                  | 10カード目                 |
| 第5週 | 10カード目       | 移動・予備日     | 11カード目       | 11カード目       | 移動・予備日               | 12カード目                 | 12カード目                 |
| 第6週 | 休養・共通予備日 | 休養・共通予備日 | 休養・共通予備日 | 休養・共通予備日 | （各リーグ間の対戦に戻る） | （各リーグ間の対戦に戻る） | （各リーグ間の対戦に戻る） |

#### 2015年以降
試合数が18（6カード）に削減されるため、1カードは3連戦、全体では3週間の開催となる。ホームゲームについては2007 - 2014年のパターンをほぼ踏襲する形を取り、第1週は前半・後半で主管リーグが入れ替わるが、第2週・第3週は同じリーグ主管の6連戦となる。2015年から2022年度は第1週前半がセ・リーグ側→第1週後半がパ・リーグ側→第2週はセ・リーグ側で6連戦→第3週はパ・リーグ側で6連戦、2023年度は第1週前半がパ・リーグ側→後半はセ・リーグ側の各3連戦→第2週はパ・リーグ側→第3週はセ・リーグ側の各6連戦となる。予備日の扱いについては、36試合制だった2005 - 2006年と同じである。
日程パターン表
| 週    | 月曜         | 火曜       | 水曜       | 木曜       | 金曜                       | 土曜                       | 日曜                       |
| ----- | ------------ | ---------- | ---------- | ---------- | -------------------------- | -------------------------- | -------------------------- |
| 第1週 | 移動・休養日 | 1カード目  | 1カード目  | 1カード目  | 2カード目                  | 2カード目                  | 2カード目                  |
| 第2週 | 移動・予備日 | 3カード目  | 3カード目  | 3カード目  | 4カード目                  | 4カード目                  | 4カード目                  |
| 第3週 | 移動・予備日 | 5カード目  | 5カード目  | 5カード目  | 6カード目                  | 6カード目                  | 6カード目                  |
| 第4週 | 共通予備日   | 共通予備日 | 共通予備日 | 共通予備日 | （各リーグ間の対戦に戻る） | （各リーグ間の対戦に戻る） | （各リーグ間の対戦に戻る） |

対戦カードと開催球場については、2015年、2016年はパでは「日本ハム・楽天・ロッテ」と「西武・オリックス・ソフトバンク」、セでは「巨人・DeNA・中日」と「ヤクルト・阪神・広島」とに分けた上で、対戦リーグのどちらか一方がホーム、もう一方がビジターの組み合わせとなる。2017年、2018年は、パでは「日本ハム・楽天・西武」と「ロッテ・オリックス・ソフトバンク」、セでは「巨人・DeNA・広島」と「ヤクルト・中日・阪神」とに分けた上での組み合わせとなる。2019年、2021年は、パでは「日本ハム・楽天・西武」と「ロッテ・オリックス・ソフトバンク」、セでは「巨人・ヤクルト・広島」と「DeNA・中日・阪神」とに分けた上での組み合わせとなる。
2022年、2023年より分け方が変更された。パを「楽天、ソフトバンク、オリックス、ロッテ、日本ハム、西武」の順に、セを「巨人、広島、ヤクルト、阪神、中日、DeNA」の順にした上で、AからFまでの記号に分類し、Fの次はAに戻るものとする。パは該当球団と同じ記号のセの球団から数えて3球団目までと、それ以降の3球団に分かれ、セは該当球団より一つ後の記号のパの球団から数えて3球団目までと、それ以降の3球団に分かれる。セパともに、2022年、2024年は前者の3球団の対戦がホーム、後者の3球団の対戦がビジターとなり、2023年、2025年は前者の3球団の対戦がビジター、後者の3球団の対戦がホームとなる。
| リーグ | A  | B  | C  | D  | E  | F  | F→Aへ戻る                          |
| ------ | -- | -- | -- | -- | -- | -- | ---------------------------------- |
| パ     | 楽 | ソ | オ | ロ | 日 | 西 | 同じ記号から3球団、以降の3球団     |
| セ     | 巨 | 広 | ヤ | 神 | 中 | De | 一つ後の記号から3球団、以降の3球団 |

- 具体例として、2022年、2024年のパの日本ハムの場合は記号がEのため、セで同じEである中日から数えて3球団（E→F→A）（中日・DeNA・巨人）までの対戦がホーム、それ以降の3球団の対戦がビジターとなる。2022年、2024年のセのヤクルトの場合は記号がCのため、パで一つ後の記号であるDのロッテから数えて3球団（D→E→F）（ロッテ・日本ハム・西武）までの対戦がホーム、それ以降の3球団の対戦がビジターとなる。いずれの例も2023年、2025年はホームとビジターが入れ替わる。

ホームアンドアウェーについては、同じカードを隔年でホームとビジターを入れ替える（全体でのホームとビジターの試合数は9ずつ）。例として、「ソフトバンク対阪神」は2015年度はソフトバンク側の主管、2016年度は阪神側の主管となる。ホームとビジターを入れ替えは2年単位で行われるため、対戦カードの組み合わせが入れ替わる関係から同じカードの主管球団が2年連続で同一となるケースも発生する。例として「DeNA対ロッテ」は2016年、2017年もDeNA側の主管となっている。

#### 開幕・閉幕日
| 回 | 開催年 | 開幕日      | 閉幕日      |
| -- | ------ | ----------- | ----------- |
| 1  | 2005   | 5月6日      | 6月18日     |
| 2  | 2006   | 5月9日      | 6月20日     |
| 3  | 2007   | 5月22日     | 6月26日     |
| 4  | 2008   | 5月20日     | 6月23日     |
| 5  | 2009   | 5月19日     | 6月21日     |
| 6  | 2010   | 5月12日     | 6月16日     |
| 7  | 2011   | 5月17日     | 6月19日     |
| 8  | 2012   | 5月16日     | 6月20日     |
| 9  | 2013   | 5月14日     | 6月18日     |
| 10 | 2014   | 5月20日     | 6月26日     |
| 11 | 2015   | 5月26日     | 6月16日     |
| 12 | 2016   | 5月31日     | 6月20日     |
| 13 | 2017   | 5月30日     | 6月19日     |
| 14 | 2018   | 5月29日     | 6月21日     |
| 15 | 2019   | 6月4日      | 6月25日     |
| － | 2020   | （5月26日） | （6月14日） |
| 16 | 2021   | 5月25日     | 6月16日     |
| 17 | 2022   | 5月24日     | 6月12日     |
| 18 | 2023   | 5月30日     | 6月21日     |
| 19 | 2024   | 5月28日     | 6月18日     |
| 20 | 2025   | 6月3日      | 6月24日     |

## 大会キャラクター
2012年より、大会公式キャラクターとしてアルパカをモチーフにした「セカパカくん」が登場している。野球が大好きな2人組で両リーグの連盟旗の色（セ・リーグは緑、パ・リーグは青）のユニフォームを着ており、セ・リーグの緑が「セカくん」、パ・リーグの青が「パカくん」である。2015年より、ピンク色のユニホームを着たメスのアルパカ「セパ子ちゃん」が加わった。
セカくん（CEKA）
背番号「セ」、性別・オス、出身・ペルー、身長・2メートル、年齢・8歳、12月15日生まれ
パカくん（PAKA）
背番号「パ」、性別・オス、出身・チリ、身長・2メートル、年齢・8歳、11月26日生まれ
セパ子ちゃん（SEPAKO）
背番号「セパ」、性別・メス、出身・ペルー、身長・2メートル、年齢・11歳、2月5日生まれ
両者とも誕生日はそれぞれのリーグ結成の日（ともに1949年）を由来としているがセパ子ちゃんのみプロ野球の日（1936年のこの日にNPBの前身・日本職業野球連盟が結成された）を由来している。また、年齢はセカパカくんは2012年で第8回大会を迎えることとセパ子ちゃんは2015年で第11回大会を迎えることに因む。
セカパカくんと「交流戦大使」を起用した交流戦のCMが全国の民放テレビ局や各球場のオーロラビジョンでも挿入される。また、大会期間中にはセカパカくんが全国の各球場に登場し、各球団のマスコットキャラクターと共演し大会を盛り上げる。

### 歴代交流戦大使の一覧
| 年   | 交流戦大使                             | 備考      |
| ---- | -------------------------------------- | --------- |
| 2012 | 小林星蘭                               | [ 注 16 ] |
| 2013 | 小林星蘭                               | [ 注 16 ] |
| 2014 | 小林星蘭                               | [ 注 16 ] |
| 2015 | （該当なし）                           | [ 注 17 ] |
| 2016 | 本田紗来 私立恵比寿中学                | [ 注 16 ] |
| 2017 | モーニング娘。'17                      | [ 注 19 ] |
| 2018 | 綾瀬はるか                             |           |
| 2019 | 綾瀬はるか                             | [ 注 21 ] |
| 2020 | （中止）                               |           |
| 2021 | 綾瀬はるか                             |           |
| 2022 | 牧野真莉愛（モーニング娘。'22） 鈴木福 |           |
| 2023 | 藤原丈一郎（なにわ男子）               |           |
| 2024 | （該当なし）                           | [ 注 23 ] |
| 2025 | （該当なし）                           | [ 注 24 ] |

## 結果
2025年交流戦終了現在、勝ち越し回数はパ・リーグが17回であるのに対し、セ・リーグは3回にとどまっている。
全日程を終え複数のチームが最高勝率で並んだ事例は2008年、2017年、2023年の3例ある。
2008年はソフトバンクと阪神が共に15勝9敗で勝率が並んだ。そのため優勝チームは前年の順位で決定する規定（2007年 - 2010年）により、2007年の順位が阪神より上位であったソフトバンクとなった。
2017年はソフトバンクと広島が共に12勝6敗で勝率（および勝ち数）が並んだ。そのため最高勝率チームは両チームの直接対決の成績で決定する規定（2011年以降）により、同対決を2勝1敗で勝ち越したソフトバンクとなった。
2023年は、DeNA・ソフトバンク・巨人・オリックスが共に11勝7敗で並んだ。そのため、勝率、および勝ち数で3球団以上が並んだときは、TQB（トータル・クオリティー・バランス、1イニングあたりの得点率と失点率の差）で順位を決定する規定（2011年以降）により、優勝チームはDeNAとなった。

### 歴代の交流戦優勝チーム・表彰選手・勝ち越しリーグ
|  | セントラル・リーグ所属チーム   |
|  | パシフィック・リーグ所属チーム |

| 回 | 開催年 | 優勝チーム                                    | 優勝回数                               | 最優秀選手 （日本生命MVP）             | 優秀選手賞（日本生命賞）               | 優秀選手賞（日本生命賞）               | 勝ち越しリーグ                         |
| 回 | 開催年 | 優勝チーム                                    | 優勝回数                               | 最優秀選手 （日本生命MVP）             | セ・リーグ                             | パ・リーグ                             | 勝ち越しリーグ                         |
| -- | ------ | --------------------------------------------- | -------------------------------------- | -------------------------------------- | -------------------------------------- | -------------------------------------- | -------------------------------------- |
| 1  | 2005   | 千葉ロッテマリーンズ （24勝11敗1分）          | 初優勝                                 | 小林宏之 （ロッテ）                    | 金本知憲 （阪神）                      | 中村剛也 （西武）                      | パ・リーグ （105勝104敗7分）           |
| 2  | 2006   | 千葉ロッテマリーンズ （23勝13敗）             | 02年連続2回目                          | 小林雅英 （ロッテ）                    | 佐藤充 （中日）                        | 松中信彦 （ソフトバンク）              | パ・リーグ （108勝107敗1分）           |
| 3  | 2007   | 北海道日本ハムファイターズ （18勝5敗1分）     | 初優勝                                 | R.グリン （日本ハム）                  | 高橋尚成 （巨人）                      | サブロー （ロッテ）                    | パ・リーグ （74勝66敗4分）             |
| 4  | 2008   | 福岡ソフトバンクホークス （15勝9敗）          | 初優勝                                 | 川﨑宗則 （ソフトバンク）              | 金本知憲 （阪神）                      | 岩隈久志 （楽天）                      | パ・リーグ （73勝71敗）                |
| 5  | 2009   | 福岡ソフトバンクホークス （18勝5敗1分）       | 02年連続2回目                          | 杉内俊哉 （ソフトバンク）              | T.ブランコ （中日）                    | ダルビッシュ有 （日本ハム）            | セ・リーグ （70勝67敗7分）             |
| 6  | 2010   | オリックス・バファローズ （16勝8敗）          | 初優勝                                 | T-岡田 （オリックス）                  | 阿部慎之助 （巨人）                    | 和田毅 （ソフトバンク）                | パ・リーグ （81勝59敗4分）             |
| 7  | 2011   | 福岡ソフトバンクホークス （18勝4敗2分）       | 02年ぶり3回目                          | 内川聖一 （ソフトバンク）              | 内海哲也 （巨人）                      | 坂口智隆 （オリックス）                | パ・リーグ （78勝57敗9分）             |
| 8  | 2012   | 読売ジャイアンツ （17勝7敗）                  | 初優勝                                 | 内海哲也 （巨人）                      | 杉内俊哉 （巨人）                      | 吉川光夫 （日本ハム）                  | パ・リーグ （67勝66敗11分）            |
| 9  | 2013   | 福岡ソフトバンクホークス （15勝8敗1分）       | 02年ぶり4回目                          | 長谷川勇也 （ソフトバンク）            | 能見篤史 （阪神）                      | 田中将大 （楽天）                      | パ・リーグ （80勝60敗4分）             |
| 10 | 2014   | 読売ジャイアンツ （16勝8敗）                  | 02年ぶり2回目                          | 亀井善行 （巨人）                      | 山田哲人 （ヤクルト）                  | 則本昂大 （楽天）                      | パ・リーグ （71勝70敗3分）             |
| 11 | 2015   | 福岡ソフトバンクホークス （12勝6敗・.667）    | 02年ぶり5回目                          | 柳田悠岐 （ソフトバンク）              | 畠山和洋 （ヤクルト）                  | 菊池雄星 （西武）                      | パ・リーグ （61勝44敗3分）             |
| 12 | 2016   | 福岡ソフトバンクホークス （13勝4敗1分・.765） | 02年連続6回目                          | 城所龍磨 （ソフトバンク）              | 鈴木誠也 （広島）                      | 大谷翔平 （日本ハム）                  | パ・リーグ （60勝47敗1分）             |
| 13 | 2017   | 福岡ソフトバンクホークス （12勝6敗・.667）    | 03年連続7回目                          | 柳田悠岐 （ソフトバンク）              | 丸佳浩 （広島）                        | 松本剛 （日本ハム）                    | パ・リーグ （56勝51敗1分）             |
| 14 | 2018   | 東京ヤクルトスワローズ （12勝6敗・.667）      | 初優勝                                 | 吉田正尚 （オリックス）                | 石山泰稚 （ヤクルト）                  | 石川歩 （ロッテ）                      | パ・リーグ （59勝48敗1分）             |
| 15 | 2019   | 福岡ソフトバンクホークス （11勝5敗2分）       | 02年ぶり8回目                          | 松田宣浩 （ソフトバンク）              | 柳裕也 （中日）                        | 鈴木大地 （ロッテ）                    | パ・リーグ （58勝46敗4分）             |
| － | 2020   | 新型コロナウイルスの感染拡大により中止        | 新型コロナウイルスの感染拡大により中止 | 新型コロナウイルスの感染拡大により中止 | 新型コロナウイルスの感染拡大により中止 | 新型コロナウイルスの感染拡大により中止 | 新型コロナウイルスの感染拡大により中止 |
| 16 | 2021   | オリックス・バファローズ （12勝5敗1分）       | 11年ぶり2回目                          | 山本由伸 （オリックス）                | D.ビシエド （中日）                    | 伊藤大海 （日本ハム）                  | セ・リーグ （49勝48敗11分）            |
| 17 | 2022   | 東京ヤクルトスワローズ （14勝4敗）            | 04年ぶり2回目                          | 村上宗隆 （ヤクルト）                  | 大山悠輔 （阪神）                      | 杉本裕太郎 （オリックス）              | セ・リーグ （55勝53敗）                |
| 18 | 2023   | 横浜DeNAベイスターズ （11勝7敗）              | 初優勝                                 | 岡本和真 （巨人）                      | 牧秀悟 （DeNA）                        | 近藤健介 （ソフトバンク）              | パ・リーグ （54勝52敗2分）             |
| 19 | 2024   | 東北楽天ゴールデンイーグルス （13勝5敗）      | 初優勝                                 | 水谷瞬 （日本ハム）                    | 才木浩人 （阪神）                      | 近藤健介 （ソフトバンク）              | パ・リーグ （53勝52敗3分）             |
| 20 | 2025   | 福岡ソフトバンクホークス （12勝5敗1分）       | 06年ぶり9回目                          | 柳町達 （ソフトバンク）                | 岡林勇希 （中日）                      | 大関友久 （ソフトバンク）              | パ・リーグ （63勝43敗2分）             |

### 歴代の交流戦順位表
|      | セントラル・リーグ所属チーム   |
|      | パシフィック・リーグ所属チーム |
| 太字 | リーグ優勝チーム               |
| 赤字 | 日本シリーズ優勝チーム         |

| 回 | 開催年 | 1位                                    | 2位                                    | 3位                                    | 4位                                    | 5位                                    | 6位                                    | 7位                                    | 8位                                    | 9位                                    | 10位                                   | 11位                                   | 12位                                   | 試合数 | 備考                |
| -- | ------ | -------------------------------------- | -------------------------------------- | -------------------------------------- | -------------------------------------- | -------------------------------------- | -------------------------------------- | -------------------------------------- | -------------------------------------- | -------------------------------------- | -------------------------------------- | -------------------------------------- | -------------------------------------- | ------ | ------------------- |
| 1  | 2005   | ロ                                     | ソ                                     | 神                                     | 巨                                     | ヤ                                     | 横                                     | オ                                     | 西                                     | 中                                     | 日                                     | 広                                     | 楽                                     | 36     |                     |
| 2  | 2006   | ロ                                     | ヤ                                     | 神                                     | 中                                     | ソ                                     | 西                                     | 日                                     | 楽                                     | 広                                     | 横                                     | 巨                                     | オ                                     | 36     | [ 注 29 ]           |
| 3  | 2007   | 日                                     | 巨                                     | 横                                     | ロ                                     | 中                                     | オ                                     | 楽                                     | ヤ                                     | ソ                                     | 神                                     | 西                                     | 広                                     | 24     | [ 注 30 ] [ 注 31 ] |
| 4  | 2008   | ソ                                     | 神                                     | 日                                     | 巨                                     | 楽                                     | 広                                     | 中                                     | オ                                     | ヤ                                     | ロ                                     | 西                                     | 横                                     | 24     | [ 注 32 ]           |
| 5  | 2009   | ソ                                     | ヤ                                     | 広                                     | 中                                     | 巨                                     | 日                                     | 西                                     | ロ                                     | 神                                     | 楽                                     | オ                                     | 横                                     | 24     | [ 注 33 ]           |
| 6  | 2010   | オ                                     | 西                                     | ソ                                     | ロ                                     | 楽                                     | 日                                     | 巨                                     | 神                                     | 中                                     | 広                                     | ヤ                                     | 横                                     | 24     | [ 注 34 ] [ 注 35 ] |
| 7  | 2011   | ソ                                     | オ                                     | 日                                     | 中                                     | 西                                     | ヤ                                     | 巨                                     | 神                                     | 楽                                     | ロ                                     | 横                                     | 広                                     | 24     | [ 注 36 ]           |
| 8  | 2012   | 巨                                     | 日                                     | ロ                                     | 中                                     | 西                                     | 広                                     | オ                                     | 神                                     | 楽                                     | De                                     | ソ                                     | ヤ                                     | 24     | [ 注 37 ]           |
| 9  | 2013   | ソ                                     | 楽                                     | 巨                                     | 日                                     | ロ                                     | オ                                     | 神                                     | 広                                     | 西                                     | 中                                     | ヤ                                     | De                                     | 24     | [ 注 38 ]           |
| 10 | 2014   | 巨                                     | ソ                                     | オ                                     | 中                                     | De                                     | ロ                                     | 日                                     | 西                                     | ヤ                                     | 楽                                     | 神                                     | 広                                     | 24     | [ 注 39 ] [ 注 40 ] |
| 11 | 2015   | ソ                                     | 日                                     | 西                                     | 楽                                     | ロ                                     | 神                                     | 広                                     | ヤ                                     | オ                                     | 中                                     | 巨                                     | De                                     | 18     | [ 注 41 ] [ 注 42 ] |
| 12 | 2016   | ソ                                     | ロ                                     | 広                                     | 楽                                     | 日                                     | 西                                     | 巨                                     | 中                                     | De                                     | 神                                     | ヤ                                     | オ                                     | 18     | [ 注 43 ]           |
| 13 | 2017   | ソ                                     | 広                                     | 西                                     | 神                                     | 楽                                     | オ                                     | De                                     | 中                                     | 日                                     | 巨                                     | ロ                                     | ヤ                                     | 18     | [ 注 44 ]           |
| 14 | 2018   | ヤ                                     | オ                                     | ロ                                     | ソ                                     | 日                                     | 西                                     | 巨                                     | De                                     | 中                                     | 広                                     | 神                                     | 楽                                     | 18     | [ 注 45 ]           |
| 15 | 2019   | ソ                                     | オ                                     | 巨                                     | De                                     | 西                                     | 楽                                     | 日                                     | 中                                     | ロ                                     | 神                                     | ヤ                                     | 広                                     | 18     | [ 注 46 ]           |
| － | 2020   | 新型コロナウイルスの感染拡大により中止 | 新型コロナウイルスの感染拡大により中止 | 新型コロナウイルスの感染拡大により中止 | 新型コロナウイルスの感染拡大により中止 | 新型コロナウイルスの感染拡大により中止 | 新型コロナウイルスの感染拡大により中止 | 新型コロナウイルスの感染拡大により中止 | 新型コロナウイルスの感染拡大により中止 | 新型コロナウイルスの感染拡大により中止 | 新型コロナウイルスの感染拡大により中止 | 新型コロナウイルスの感染拡大により中止 | 新型コロナウイルスの感染拡大により中止 | 18     |                     |
| 16 | 2021   | オ                                     | 神                                     | De                                     | 中                                     | ヤ                                     | 楽                                     | 西                                     | ロ                                     | 巨                                     | 日                                     | ソ                                     | 広                                     | 18     | [ 注 47 ]           |
| 17 | 2022   | ヤ                                     | 神                                     | ロ                                     | ソ                                     | 西                                     | De                                     | 楽                                     | 日                                     | オ                                     | 巨                                     | 中                                     | 広                                     | 18     | [ 注 48 ]           |
| 18 | 2023   | De                                     | ソ                                     | 巨                                     | オ                                     | 日                                     | 楽                                     | 広                                     | ロ                                     | 中                                     | 神                                     | ヤ                                     | 西                                     | 18     | [ 注 49 ]           |
| 19 | 2024   | 楽                                     | ソ                                     | De                                     | ヤ                                     | 広                                     | オ                                     | 巨                                     | ロ                                     | 日                                     | 神                                     | 中                                     | 西                                     | 18     | [ 注 50 ]           |
| 20 | 2025   | ソ                                     | 日                                     | オ                                     | 西                                     | ロ                                     | 楽                                     | 広                                     | 神                                     | 中                                     | De                                     | 巨                                     | ヤ                                     | 18     | [ 注 34 ] [ 注 51 ] |

## チーム別記録

### 交流戦優勝回数・勝率
|  | セントラル・リーグ所属チーム   |
|  | パシフィック・リーグ所属チーム |

| チーム                         | 優勝数 | 勝利 | 敗戦 | 引分 | 勝率 | 初優勝 | 前回優勝 |
| ------------------------------ | ------ | ---- | ---- | ---- | ---- | ------ | -------- |
| 福岡ソフトバンクホークス       | 9      | 263  | 162  | 19   | .619 | 2008年 | 2025年   |
| 千葉ロッテマリーンズ           | 2      | 226  | 199  | 19   | .532 | 2005年 | 2006年   |
| オリックス・バファローズ       | 2      | 225  | 208  | 11   | .520 | 2010年 | 2021年   |
| 読売ジャイアンツ               | 2      | 221  | 209  | 14   | .514 | 2012年 | 2014年   |
| 東京ヤクルトスワローズ         | 2      | 206  | 227  | 11   | .476 | 2018年 | 2022年   |
| 北海道日本ハムファイターズ     | 1      | 229  | 203  | 12   | .530 | 2007年 | 2007年   |
| 東北楽天ゴールデンイーグルス   | 1      | 213  | 225  | 6    | .486 | 2024年 | 2024年   |
| 横浜DeNAベイスターズ           | 1      | 186  | 247  | 11   | .430 | 2023年 | 2023年   |
| 埼玉西武ライオンズ             | 0      | 213  | 220  | 11   | .492 |        |          |
| 阪神タイガース                 | 0      | 210  | 220  | 14   | .488 |        |          |
| 中日ドラゴンズ                 | 0      | 209  | 222  | 13   | .485 |        |          |
| 広島東洋カープ                 | 0      | 185  | 244  | 15   | .431 |        |          |
| セントラル・リーグ所属チーム   | 5      | 1217 | 1369 | 78   | .471 | 2012年 | 2023年   |
| パシフィック・リーグ所属チーム | 15     | 1369 | 1217 | 78   | .529 | 2005年 | 2025年   |

- 太字の項目は2025年交流戦終了現在での最多数を表す。チームの列のソートボタンで元の順序に戻る。

### その他の記録
- 交流戦歴代最高勝率：.818（2011年、福岡ソフトバンクホークス・24試合18勝4敗2分）[注 54]
- 交流戦歴代最低勝率：.176（2015年、横浜DeNAベイスターズ・18試合3勝14敗1分）[注 55]
- 交流戦歴代最長試合時間：5時間53分（2007年6月14日、北海道日本ハムファイターズ対横浜ベイスターズ戦で記録＝延長12回）

札幌ドームで行われた一戦は、延長12回を戦った末、両チーム合計25安打の乱打戦となり、6対6の引き分けに終わった。ナイターであったため、試合後にはシャトルバスや終電を逃す観客も現れた。
- 連続イニング無失点：52イニング（2011年、北海道日本ハムファイターズ）

5月26日のナゴヤドームでの対中日戦の6回裏から6月4日の明治神宮野球場での対ヤクルト戦の2回裏までを無失点に抑えて達成した。この両試合の間の5試合を全て完封勝利しており、この連続イニング無失点と連続完封勝利はいずれも現在のプロ野球タイ記録である。

## 個人別記録
- 2014年5月31日の京セラドーム大阪でのオリックス対巨人戦で、オリックス先発の金子千尋が9回まで4与四球1失策の無安打無得点に抑えていたものの味方の援護がなく、パ・リーグの主催試合で投手が打席に立つというこの年のルールにより、9回裏一死二塁で金子に打席が回ってきた際に代打が送られ、その後延長戦に突入したため、無安打無得点のまま降板し単独でのノーヒットノーラン達成を逃す。9回以上を無安打無得点で降板したのは2006年の八木智哉（当時日本ハム）以来NPB史上2人目で、代打を送られての降板は同史上初。試合は12回表に亀井善行が馬原孝浩から本塁打を放ち、1-0で巨人が勝利した[11][12]。
- 2014年6月21日の阪神甲子園球場での阪神対楽天戦で、楽天先発の則本昂大が1シーズンにおける交流戦史上最多となる4完封を記録した。
- 2016年6月12日に札幌ドームで行われた日本ハム対阪神戦で、日本ハム先発の大谷翔平が5番・投手で先発した。指名打者が採用されているパ・リーグ主催試合で指名打者を放棄し、先発投手が打順に入るのは交流戦史上初。この試合で、大谷翔平は自身が持つ球速最速記録タイ（当時）及び交流戦最速である163km/hを記録した。
- 2019年の交流戦でオリックスの中川圭太が史上初のルーキーでの交流戦首位打者を獲得した[13]。
- 指名打者を採用しており普段打席に立つ機会が稀である、パ・リーグの投手が交流戦において複数年連続で安打を記録したのは、杉内俊哉（当時ソフトバンク、2007年 - 2011年）、山﨑福也（オリックス→日本ハム、2021年 - 2025年）の5年連続が最長である[注 58]。また、パ・リーグの投手が打点を記録したのも杉内（2009年 - 2011年）、山﨑（2023年 - 2025年）の両名が最長で、3年連続[14]。

## エピソード
- 2006年6月、阪神甲子園球場での阪神対日本ハム戦の試合前シートノックで、同年限りでの引退を表明していた日本ハムの新庄剛志（登録名はSHINJO）が阪神時代のユニフォームを着用して守備位置に就いた。スタンドの阪神ファンからは拍手喝采が送られたが、球団及び連盟から厳重注意を受けた[注 59]。
  - 2024年5月29日では、日本ハムの監督である新庄が、同球場で行われた阪神対日本ハム戦の試合前のメンバー表交換の際に、阪神の特注ユニフォーム[注 60]を着用してメンバー表交換を行った[16]。
- 2008年6月14日にクリネックススタジアム宮城で予定されていた楽天対巨人戦は、同日朝に発生した岩手・宮城内陸地震の影響により中止となった[17]。地震による中止はこの試合が日本プロ野球史上初めてであった[17]。球場への被害はあまりなかった[17]が、交通機関の乱れや観客の安全などを考慮して中止とした。この試合は2日後の6月16日に振替えて開催された[18][19]。
- 2009年6月10日に札幌市円山球場で行われた日本ハム対横浜戦は、交流戦では初めて平日のデーゲームで行われた。これは同球場にナイター設備がないことと、未就学児や主婦など普段ナイターを見ることのできない客層を狙ったものでもあった。
- 2010年と2025年はパ・リーグが優勝〜6位、セ・リーグが7位〜最下位の順となり上位6位までをパ・リーグが独占する結果となった。
- 2011年に全球団に勝ち越して交流戦を優勝したソフトバンクは、リーグ戦でも他の5球団に勝ち越して優勝しており史上初の全11球団に勝ち越しての完全優勝を果たした[20]。2024年シーズン終了現在、これが唯一の達成事例である。逆のパターンでは、2019年にヤクルトが交流戦を含め全11球団に負け越している[21]。ただし、交流戦の順位は11位（最下位は広島）。
- 2013年はセ・リーグ6球団が交流戦限定でリーグのスローガン「セが制す!」のロゴが入った帽子を着用[22]。6月13日にソフトバンクの交流戦優勝とパ・リーグの勝ち越しが決まったが[注 61]、翌日の6月14日以降もロゴ入りの帽子を継続して着用した。
- 2014年は交流戦10周年にあたることから、前述の通りセ・リーグでの主催試合のみでDH制が採用された。
- 2014年6月22日に東京ドームで行われた巨人対ソフトバンク戦は、勝ったチームが交流戦の優勝となる「優勝決定戦」でもあった[23]。このように1位・2位の直接対決で優勝が決まるのは初めてで、試合は10対5で巨人が勝利し2年ぶり2回目の優勝を果たした[24]。
- 2015年には交流戦開幕前にセ・リーグ上位だった巨人・DeNAが大きく負け越した結果、交流戦終了後の6月23日にセ・リーグ全チームが勝率5割以下（巨人と阪神が5割。勝利数の差で巨人が首位、阪神が2位。以下4チームが負け越し）となった[25][26][27]。翌24日には全チームが勝率5割未満となる可能性もあったが、これは回避された。その後、7月2日に再び全チームの貯金がなくなり（ヤクルトと阪神が5割。勝利数の差でヤクルトが首位）、更に翌3日には、ヤクルト・阪神がいずれも敗れたため全チームの勝率が5割未満（首位ヤクルトが37勝38敗で勝率.4933）となり、さらに上位5チームが0.5ゲーム差内にひしめくという事態が発生した[28]。この状態は1日で解消したが、その後も抜け出すチームが現れず、オールスター前（前半戦終了）の7月15日に再び首位が勝率5割となると、後半戦開始直後の7月21日には再び全チームが勝率5割未満となった（この時は3チームが借金1。勝率の差で巨人が1位）。なお、翌22日には2チームが5割に復活し、その後全チームの勝率が5割以下となることはなかった。最終的に6月・7月に首位が5割となった日が7日（6月23日、7月2日、4日、7日、15日、20日、22日）、全チーム借金となった日が2日（7月3日、21日）を記録した（いずれも、全チームの試合がない日を除く）。
リーグ戦のみでは全体の収支は必ず差し引き0になるため、過去にも開幕直後などに全チームが勝率5割で並ぶことはあった。それ以外で全チームが勝率5割以下、あるいは5割未満となるのは、交流戦が始まったことにより可能性が生じたものであるが、いずれも11年目にして史上初の珍事となった[29]。なお交流戦で勝ち越したリーグの全チームが勝率5割以上または超過となる可能性も同様にあるが、2024年シーズン終了現在実現していない。
- 2022年は、12球団チーム対抗戦でヤクルトが優勝、並びにリーグ対抗戦においてもセ・リーグ側が勝ち越しとなり、初めてセ・リーグ勢がチームタイトルを独占した。また大会創設18年（17回）目にして、雨天中止・ノーゲームによる日程の順延などが生じず、初めて所定日程期間内で消化することができた[30]。
- 2024年は楽天が優勝したが、突出した成績の選手がいなかったとして、表彰選手に楽天の選手は選出されなかった。優勝球団から受賞者が1人も選出されなかったのは史上初[31][32]。
- 2025年はセ・パ交流戦開幕日である6月3日朝に巨人の終身名誉監督である長嶋茂雄が死去したことを受けて、パ・リーグ5球団の主催試合では黙祷と半旗[注 62]が行われた[33]。雨天中止となったロッテの主催試合（対巨人）についても翌4日に[34]、セ・リーグ6球団主催試合でも最初の開催日となった同月6日に[35][36]、同様の措置が行われた。
- 片方のリーグに所属する全6チームが同じ日に勝利する事例は、過去11回発生している。
  - パ・リーグ：7回
    - 2006年5月12日・同6月7日・2007年5月22日・2015年6月14日[37]・2022年5月29日[38]・2025年6月4日[39]・同6月15日

  - セ・リーグ：4回
    - 2008年6月18日・2014年6月15日・2018年6月9日[40]・2025年6月8日[41]